# 248866 Margherita
248866 Margherita è un asteroide della fascia principale. Scoperto nel 2006, presenta un'orbita caratterizzata da un semiasse maggiore pari a 2,6146115 au e da un'eccentricità di 0,2629848, inclinata di 9,71305° rispetto all'eclittica.
L'asteroide dedicato a Flavia Margherita Natalina Mazzucato, sorella maggiore di uno dei due scopritori.